# Pagny-le-Château
Pagny-le-Château es una comuna francesa situada en el departamento de Côte-d'Or, en la región de Borgoña-Franco Condado.

## Demografía
| 422 | 428 | 335 | 343 | 477 | 491 | 490 | 490 | 493 | 514 | 506 |
| Para los censos de 1962 a 1999 la población legal corresponde a la población sin duplicidades (Fuente: INSEE [Consultar]) |     |     |     |     |     |     |     |     |     |     |